# Las Murtas
Las Murtas es una pedanía española perteneciente al municipio de Moratalla, en la Región de Murcia, situado al pie de la sierra del Cerezo. Las poblaciones más cercanas son: Las Cobatillas (Moratalla), Casas de Architana, El Chopillo, El Campillo y Tazona (AB).

## Demografía
Según el Instituto Nacional de Estadística de España, en el año 2010 Las Murtas contaba con 8 habitantes censados.